# 가상화폐
가상화폐(假想 貨幣, 영어: virtual currency, virtual money)는 지폐나 동전과 같은 실물이 없이 네트워크로 연결된 특정한 가상공간에서 전자적 형태로 사용되는 디지털 화폐 또는 전자화폐를 말한다.

## 암호화폐와의 차이점
암호화폐는 가상화폐의 일종이라고 볼 수도 있지만, 유럽 중앙은행이나 미국 재무부의 가상화폐 정의 기준을 엄격하게 적용하면 가상화폐라 부를 수 있는 암호화폐는 거의 없게 된다. 이에 미국 재무부 금융죄단속반(FinCEN)에서는 암호화폐를 가상화폐라고 부르지 않는다.
유럽중앙은행(ECB)과 미국 재무부, 유럽은행감독청에서 내린 정의에 따르면, 가상화폐란 정부에 의해 통제 받지 않는 디지털 화폐의 일종으로 개발자가 발행 및 관리하며 특정한 가상 커뮤니티에서만 통용되는 결제 수단을 말한다. 이 정의에 따르면 대부분의 암호화폐는 디지털 화폐이면서 가상화폐이다. 하지만 상당수 온라인과 오프라인 매장에서 결제 수단으로 받는 비트코인은 디지털 화폐이기는 하나, 가상화폐는 아니게 된다. 또한 대부분의 암호화폐는 개발자가 발행하지는 않기 때문에 발행 측면에서 보자면 대다수의 암호화폐는 가상화폐가 아니게 된다. 미국 재무부 금융범죄단속반(FinCEN)은 '일부 환경에서는 법화(法貨)인 화폐처럼 작동하지만 진짜 화폐의 모든 특성을 갖추고 있지는 못한 교환 수단'이란 뜻으로 가상화폐라는 말을 쓰고 있으며, 전자상품권 등을 제외하고 비트코인·이더리움·리플 등 암호화폐를 가리킬 때는 가상화폐라는 단어를 쓰지 않는다.
암호화폐(暗號貨幣, cryptocurrency)도 가상화폐의 일종이다. 비트코인 등은 암호화폐에 속한다. 가상화폐나 디지털 화폐는 카카오 페이나 네이버 페이 등 가상 공간에서 결제할 수 있는 온라인 지급 결제 수단을 모두 포함한다.
유사한 용어로 디지털 화폐나 전자 화폐라는 용어가 있는데, 이는 디지털로 주고 받음을 표시하는 화폐를 말한다.

## 같이 보기
- 암호화폐
- 암호화폐 거래소